# Karlsbodavägen

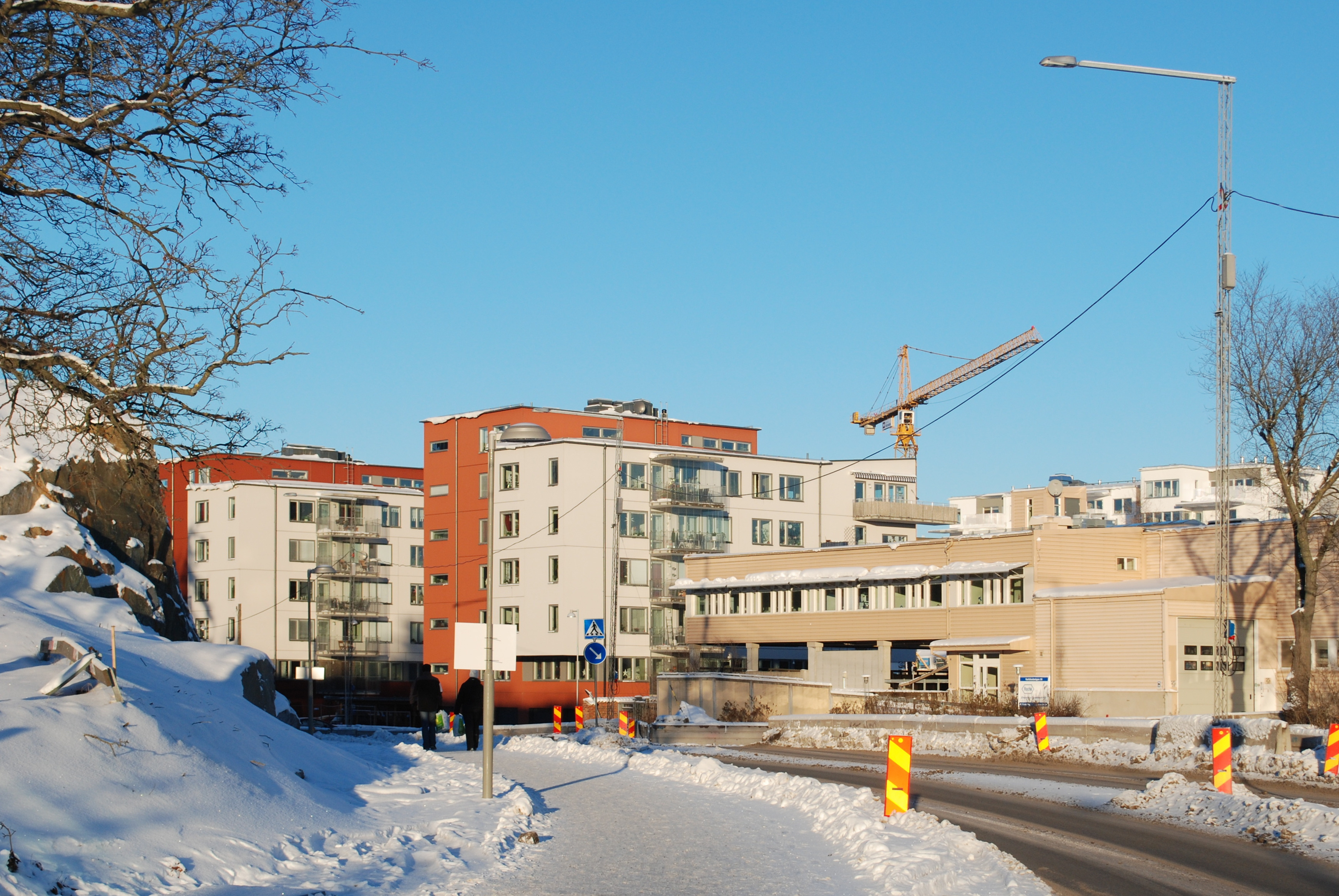
Karlsbodavägen i december 2010.

Karlsbodavägen är en väg i stadsdelen Mariehäll i Västerort inom Stockholms kommun, som förbinder Ulvsundavägen med Bällsta bro. 
Utmed Karlsbodavägen 40-44 har BRF Bällstavik uppfört ett strandboende med 69 bostadsrätter.

## Tvärbanan
Längs vägens östra sida har Tvärbanans förlängning till Sundbyberg och Solna byggts. När förlängningen började trafikeras i oktober 2013 blev Karlsbodavägen också namnet på en spårvägshållplats.